# Église catholique en Slovaquie
 (17 juin 2022).
Motif : L’article ne parle que de la partie latine de l’Église catholique en Slovaquie, oubliant complètement l’Église grecque-catholique slovaque.
L'Église catholique en Slovaquie (en slovaque : Rímskokatolická církev v Slovensku), désigne l'organisme institutionnel et sa communauté locale ayant pour religion le catholicisme en Slovaquie.   
L'Église en Slovaquie est organisée en deux provinces ecclésiastiques, Bratislava et Košice, qui ne sont pas soumises à une juridiction nationale au sein d'une église nationale mais qui sont soumises à la juridiction universelle du pape, évêque de Rome, au sein de l'« Église universelle ».   
Les deux provinces répartissent huit diocèses (trois archidiocèses, dont deux métropolitains et cinq diocèses) qui rassemblent toutes les paroisses situées en Slovaquie.  
En étroite communion avec le Saint-Siège, les évêques des diocèses en Slovaquie sont membres d'une instance de concertation, la Conférence épiscopale de Slovaquie. 
Depuis 1993, la Slovaquie n'a plus de religions d'État ni officielles. L'Église catholique est autorisée par la Constitution de la Slovaquie de 1992 qui garantit la liberté de croyance et d’appartenance religieuse, ainsi que le droit de changer de foi ou d’être sans croyance,.  
En Slovaquie, l'Église catholique est la communauté religieuse comptant le plus de fidèles,. 

## Histoire
En 828, la première église chrétienne est construite à Nitra. Pribina, prince de Nitra à l'époque est souvent considéré comme le premier souverain slovaque, car cette conversion sous son règne marque le début des relations slaves avec leurs voisins en tant qu'État souverain. 
En 846, Louis le Germanique met Rastislav sur le trône à la place de son oncle. Afin de se libérer de l'influence franque, en 861 ou 862, Rastislav écrit au pape Nicolas Ier pour lui demander de créer une province ecclésiastique indépendante des diocèses germaniques qui luttaient pour contrôler la région, et d'envoyer des enseignants religieux parlant le slavon. 
Sa lettre demeura sans réponse, possiblement tout simplement parce que Nicolas n'avait personne à envoyer. 
Rastislav se tourna donc en 862 vers Byzance et Michel III en demandant également un évêque. En 863, Constantin (Cyrille) et Méthode, deux frères connaissant le dialecte slave parlé à Thessalonique d'où ils étaient originaires arrivèrent en Grande-Moravie avec quelques disciples. 
En 1635, l'archevêque Péter Pázmány fonde l'université de Nagyszombat / Trnava. 
À la suite de la prise de Buda en 1541 par les Ottomans, et l'occupation de la Hongrie (sauf la Haute-Hongrie et ses riches mines d'argent), la cathédrale Saint-Martin de Pozsony/Pressburg/Prešporok (Bratislava) devient la cathédrale de couronnement de royaume de Hongrie royale.
En 1847, une version codifiée du slovaque par Ľudovít Štúr est acceptée par catholiques et luthériens (une version codifiée par Anton Bernolák au XVIIIe siècle n'étant acceptée que par les catholiques, les protestants utilisant jusqu'alors une version slovacicisée du tchèque — ces notions panslaviques continueront d'être soutenues par certains intellectuels, tels que Ján Kollár même après 1847.
À la suite du traité de Saint-Germain-en-Laye de 1919 et du traité de Trianon de 1920 mettant fin à la Première Guerre mondiale, la Slovaquie, les pays tchèques (Bohême, Moravie, Silésie tchèque), et jusqu'en 1939 la Ruthénie ont constitué de novembre 1918 au 31 décembre 1992 la Tchécoslovaquie. Cette union politique, prônée à Versailles, accordée par le traité de Saint-Germain-en-Laye, démantelée par l'Allemagne nazie et reconstituée en 1945 est partiellement artificielle : les pays tchèques, l'ancien Royaume de Bohême possession autrichienne, située en Cisleithanie, étaient un pays plus développé et industrialisé et sa population largement déchristianisée, tandis que la Slovaquie, ancienne possession hongroise située en Transleithanie, était plus rurale et profondément catholique, bien que les deux langues fussent très similaires (et comprises mutuellement, phénomène conforté à partir des années 1950 par une première chaîne de la télévision d'État bilingue). 
À la suite de la scission de la Tchécoslovaquie en 1992, la Slovaquie n'a plus de religions d'État ni officielles depuis 1993.

## Organisation

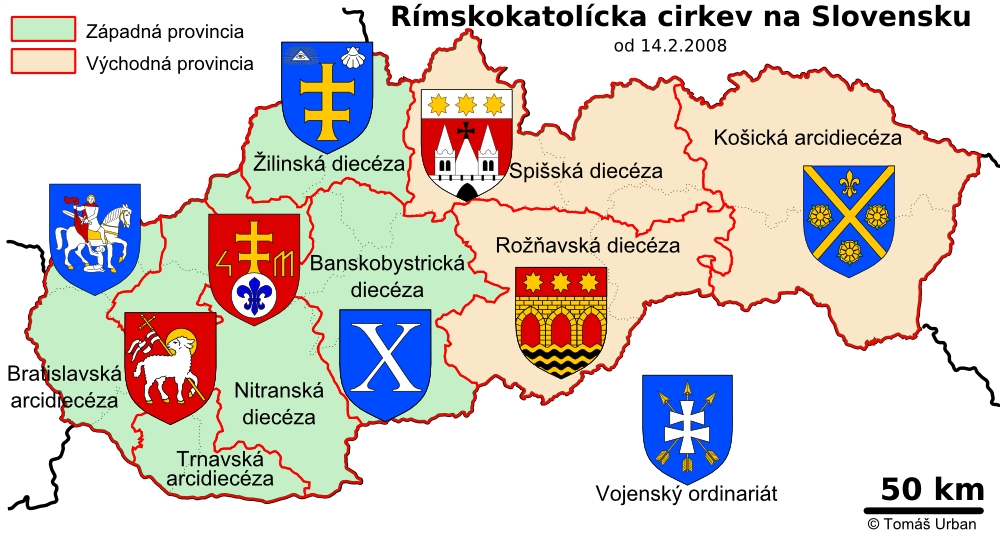
Diocèses catholiques de rite romain en Slovaquie

L'Église catholique romaine divise le pays en 8 diocèses dont 3 archidiocèses : 
- Province ecclésiastique de Bratislava (Province de l'ouest)
  - Archidiocèse de Bratislava (métropolitain)
  - Archidiocèse de Trnava (suffragant)
  - Diocèse de Banská Bystrica (suffragant)
  - Diocèse de Nitra (de) (suffragant)
  - Diocèse de Žilina (de) (suffragant)
- Province ecclésiastique de Košice (Province de l'est)
  - Archidiocèse de Košice (métropolitain)
  - Diocèse de Rožňava (suffragant)
  - Diocèse de Spiš (suffragant)

## Statistiques
En 2011, la majorité des Slovaques s'identifie comme catholiques ou d'origine catholique (62 %) mais bien moins vont à l'église car si 13,0 %, se sont déclarés sans confession, 40 % de la population était athée ou agnostique selon l'Eurobaromètre de la Commission européenne en 2005. Une minorité de Slovaques sont protestants (8,93 %), orthodoxes (5 %) et juifs (0,06 %, un peu plus de 2 000),.